# Loki

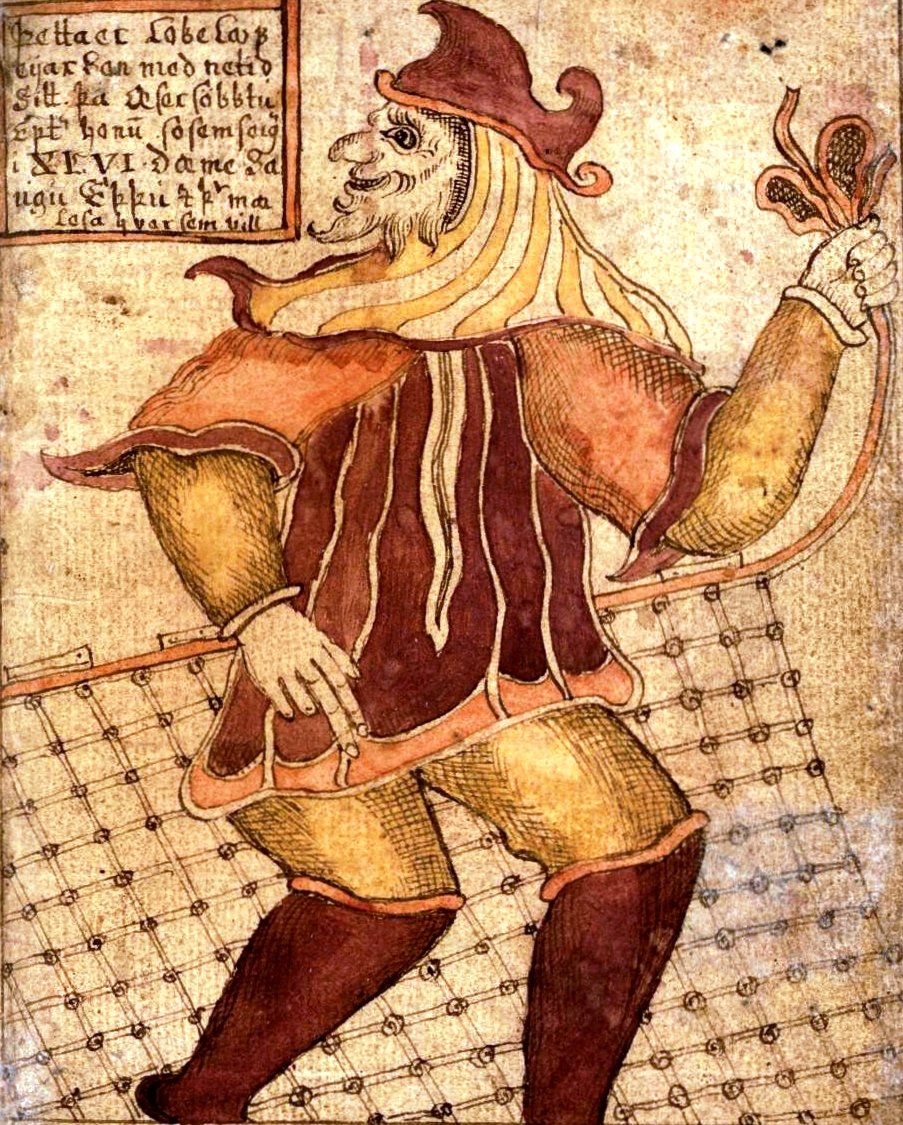
Imagen de un manuscrito islandés del que muestra a Loki y su invento, la red de pesca.

Loki es una figura mitológica perteneciente a la mitología nórdica. Es hijo de los gigantes Farbauti y Laufey y tiene dos hermanos, Helblindi y Býleistr, de los que poco se sabe. En las eddas es descrito como el «origen de todo fraude» y se mezcló con los dioses libremente, llegando a ser considerado por Odín como su hermano de sangre hasta el asesinato de Baldr. Después de esto, los Æsir lo capturaron y lo ataron a tres rocas para tirarle ácido en la cabeza. Según la profecía se liberará de sus ataduras para luchar contra los dioses en el Ragnarök.
A pesar de las muchas investigaciones, la figura de Loki permanece en la oscuridad; no existen trazas de un culto y su nombre no aparece en ninguna toponimia. En términos religiosos, Loki no es una deidad. Al no tener culto ni seguidores (no se ha encontrado ninguna evidencia o referencia a ello), es más bien un ser mitológico. Puesto que no puede ser considerado más que como un gigante.
En la actualidad muchos grupos neopaganos que se autodenominan Lokeanos le rinden culto, lo que lo eleva a la categoría de dios menor. Sin embargo, cuentan con la oposición de muchos otros grupos paganos ya asentados como los folkish.
Algunas fuentes a veces lo relacionan con los Æsir; pero esto probablemente se deba a su estrecha relación con Odín y a la cantidad de tiempo que pasó junto a los dioses en comparación con los suyos (por lo cual se le asocia con Lugh, su paralelo en el panteón celta).
En los idiomas escandinavos continentales (sueco, noruego y danés) su nombre es Loke (pronunciado «luque»). El compositor Richard Wagner presentó a Loki bajo el nombre germanizado de Loge en su ópera El Oro del Rin. Existe un gigante del fuego denominado Logi, motivo por el cual, debido a su similitud en la pronunciación, muchas veces se lo confunde con él y se lo asocia con el fuego.
De acuerdo a algunas teorías de eruditos, Loki es concebido como el espíritu del fuego con todo lo potencialmente beneficioso o dañino que este puede ser. No obstante, es posible que este punto de vista sea consecuencia de la confusión lingüística con logi «fuego», debido a que hay muy poca indicación de ello en los mitos, donde el rol de Loki era principalmente el de astuto homólogo o antagonista de Odín.
De hecho, hay una historia en Gylfaginning en la Edda prosaica de Snorri donde Loki compitió contra un jotun llamado Logi en un duelo de ingerir alimentos; y este pierde, ya que cuando él termina, Logi no solo se había comido la carne sino también los huesos y el plato. Luego descubren que Logi es en realidad la personificación del fuego y que había adquirido su apariencia usando magia.
Ström identifica a Odín y Loki, llegando a llamar a Loki «una hipóstasis de Odín». Rübekeil sugiere que ambos dioses eran originalmente idénticos, derivando del celta, Lugus.

## Edades

### Nombres
Igual que Odín, aunque en menor medida, los escaldos utilizaron muchos kenningar para referirse a Loki, razón por la cual lleva muchos nombres, tales como: «Herrero mentiroso», «Cambia formas», «Lengua de plata», «Dios astuto», «Transformista», «El astuto», «Viajero del cielo», «Caminante del cielo», «Mago de las mentiras», «Dios de las travesuras», «Dios de la mala suerte», «Padre Lobo»,«Dios de las Mentiras» y «Dios del Caos», «Maestro del engaño», entre otros.

### Naturaleza

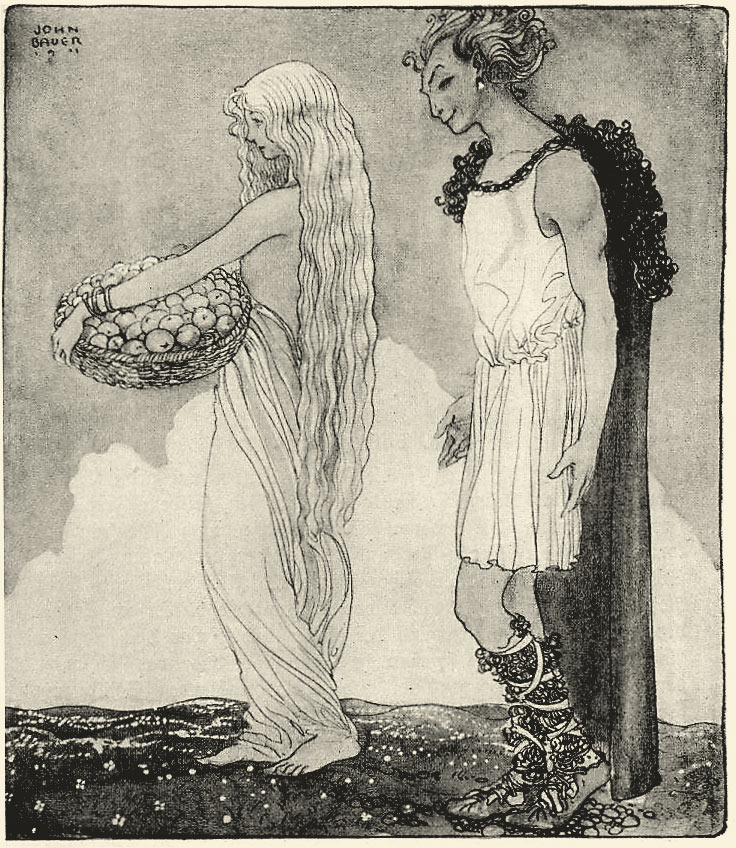
Iðunn y Loki, por el ilustrador sueco John Bauer.

El personaje del timador es de naturaleza compleja y un maestro del engaño. Loki es una figura de atenuada maldad, más bien sugerida que existente, una suerte de estafador entre los dioses debido a su elevada inteligencia. En algunas ocasiones con sus trampas, engaños o bromas, molestaba o ponía en apuros a los dioses y luego los ayudaba; como cuando cortó los cabellos de Sif y luego los reemplazó o como cuando fue responsable del rapto de Iðunn y sus manzanas de la juventud pero luego la devolvió sana y salva. Loki es un experto en cambiar de forma (ejemplos como la transformación en salmón, caballo, pájaro, mosca, etc).

### Vástagos
Loki es el padre de numerosas criaturas humanas y monstruos de la mitología nórdica.
Con Angrboda tuvo tres hijos:
- Fenrir, el lobo gigante predestinado a terminar con Odín en el Ragnarök;
- Jörmundgander, la serpiente marina predestinada a terminar con Thor; y
- Hela, la diosa del reino de los muertos.[10]

Loki también se casó con la diosa llamada Sigyn que le dio dos hijos:
- Narfi
- Váli (este Vali no debe ser confundido con el hijo de Odín y la giganta Rind). Para castigar a Loki por la muerte de Balder, los dioses transformaron a Vali en un lobo rabioso el cual partió la garganta de Narfi. Las vísceras de Narfi se utilizaron para atar a Loki hasta el Ragnarök.[11]

Momentáneamente convertido en yegua engendró con Svadilfari (el caballo del gigante que construyó parte de las murallas del Asgard) a Sleipnir, el caballo de ocho patas que obsequiaría a Odín.
Una historia en el Hyndluljóð relata que, después de comer el corazón de una mujer a medio asar, Loki dio a luz a un monstruo cuyo nombre no es mencionado. Este mito no es registrado en otras fuentes.

### Intrigas con los dioses

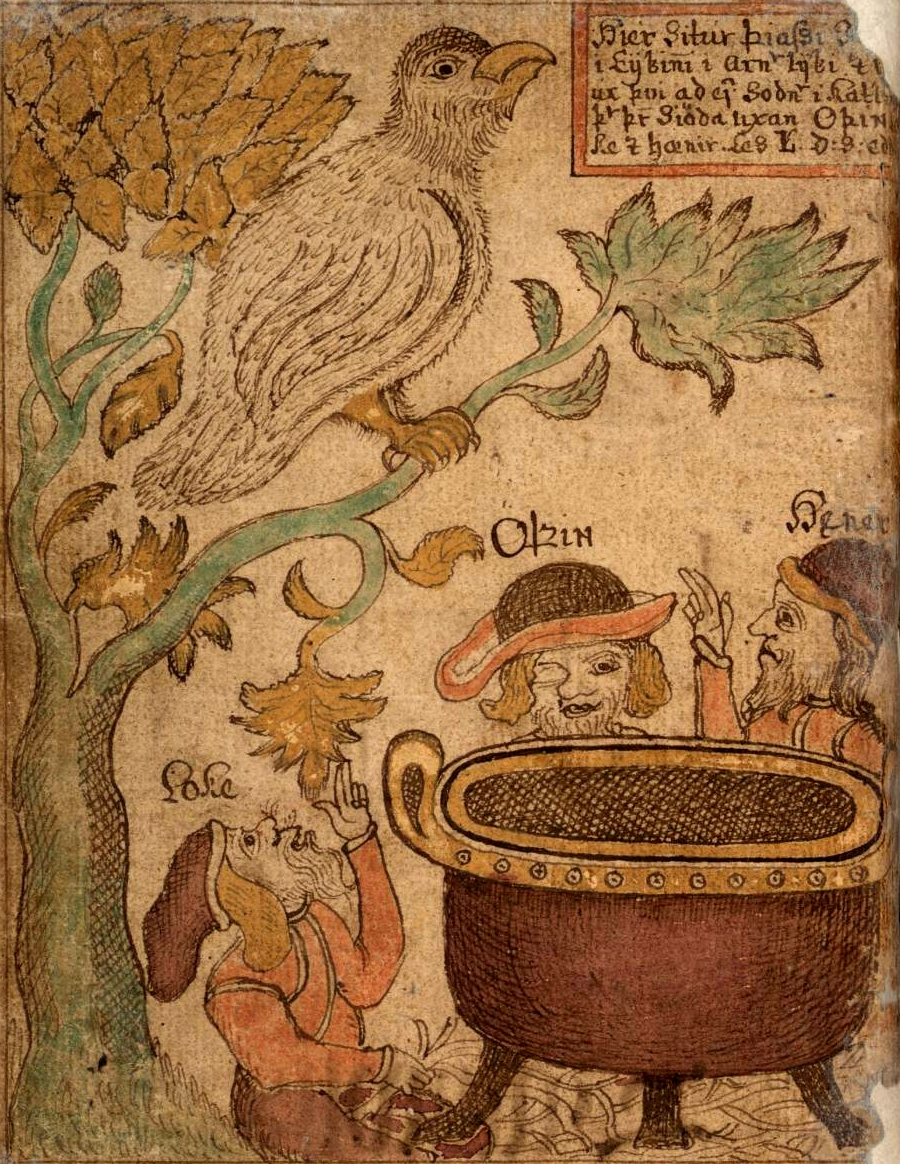
Odín, Loki, Hœnir y Þjazi como águila, en un manuscrito islandés.

Loki ocasionalmente trabajaba junto a los otros dioses. Por ejemplo, engañó al gigante que construyó las murallas alrededor de Asgard sin ser pagado por su trabajo, al distraer al caballo del gigante transformándose en una yegua en celo. De este modo se convirtió en la 'madre' del caballo de ocho patas de Odín, llamado Sleipnir. En otro mito hace competir a los enanos entre sí en una prueba de habilidades. Esto llevó a que los enanos fabricaran la lanza de Odín, Gungnir, el barco de Freyr, Skíðblaðnir y la peluca dorada de Sif. También rescató a Iðunn que había sido secuestrada por el gigante Þjazi. Por último en Þrymskviða, Loki logra, con Thor a su lado, recuperar el martillo Mjölnir después de que el gigante Thrym lo robara con el fin de pedir a Freyja por esposa como intercambio (literalmente, hizo que Thor se disfrazara de mujer).
A pesar de que Loki fue un gran problema para los dioses (provocó la muerte de Balder, el nacimiento de Fenrir y otros monstruos que podrían eventualmente engullir el mundo...), les proveyó de los más preciados artículos, desde el martillo de Thor a barcos que volaban, y estas herramientas fueron de gran ayuda para ayudar a los dioses a derrotar al mal. Él trae el Ragnarök, pero también les proporciona los medios para superarlo.
En Lokasenna Loki recuerda el pacto de amistad que tenía con Odín, que no es mencionado en otras fuentes, pero que resulta muy probable ya que en varias oportunidades emprendieron aventuras juntos.
| Mantu þat, Óðinn, er vit í árdaga blendum blóði saman? Ölvi bergja lézktu eigi mundu, nema okkr væri báðum borit. | ¿Recuerdas Odín, los viejos tiempos cuando mezclamos nuestra sangre? Entonces prometiste que no te servirían cerveza si no había para ambos. |
| Edda poética - Lokasenna, estrofa 5                                                                               | |

### Loki y los enanos
Una de las tantas diabluras de Loki consistió en cortar los cabellos de Sif, la esposa de Thor. Este último, enfurecido, atrapó a Loki, quien le prometió que Sif recuperaría su dorada cabellera.
Loki se dirigió a la morada de los enanos, ubicada bajo tierra, a encargarles el trabajo a los hijos de Ivaldi, que eran considerados los mejores artesanos.

### Asesinato de Balder
Balder tenía pesadillas en las que presagiaba su muerte y se lo comentó a los demás dioses. La diosa Frigg, su madre, recorrió el mundo haciéndole jurar a todas las cosas que jamás harían daño alguno a su hijo. De ahí que en las reuniones en el Thing, los dioses se divirtieran arrojándole objetos, ya que sabían que ninguno podía herirlo. Sin embargo, por otra parte decidieron atrapar y encerrar a los hijos de Loki pues eran considerados peligrosos. Cuando Loki supo de esto se enfureció y fue a hablar con Frigg bajo la forma de una mujer, contándole lo que sucedía en el Thing y le preguntó si había hecho jurar a todas las cosas para que no dañaran a Balder. Frigg recordó que no había considerado necesario hacer jurar al muérdago, por considerarlo inofensivo.
Loki conociendo esto, hizo un dardo utilizando una rama de muérdago, luego fue al Thing y engañó al hermano ciego de Balder, llamado Höðr, e hizo que le arrojase el dardo, matando así a Balder. En una versión evemerista del mito, completamente diferente relatado en Gesta Danorum, no se hace mención a Loki y Balder es asesinado por Höðr de una puñalada.
Hela, la regente de los infiernos, puso como condición para devolver a Balder, que todas las cosas lloraran su muerte. Los dioses encontraron en una cueva a una gigante llamada Thokk y le suplicaron que derramara lágrimas para así poder regresar a Balder. La gigante se negó y fue el único ser que no derramó lágrimas por la muerte del dios diciendo «dejemos que Hela conserve lo que tiene», evitando así que Balder regresase del infierno.
Los dioses sospecharon que la gigante en realidad era Loki disfrazado, lo que los hizo enfurecer aún más.

### Lokasenna
Lokasenna es uno de los poemas mitológicos de la Edda poética. Relata una fuerte discusión de Loki con los Æsir durante un banquete celebrado por Ægir, el dios del mar. En el poema, se exponen muchas de las facetas de la maldad, perspicacia y traición de Loki. Celoso del sirviente de Ægir, Fimafeng, por los elogios que recibía por lo bien que trataba a los invitados, Loki se enfureció y lo mató. Los dioses lo echaron del banquete, pero regresó y comenzó a insultarlos burlándose de sus defectos. Por turnos los dioses intentaron calmarlo, ya que iba en contra de las reglas de la hospitalidad generar disputas en la casa del hospedero, pero Loki continuó y solo huyó cuando Thor sacó su martillo, Mjölnir y lo amenazó.
La obra finaliza con la captura de Loki y su cautiverio, aunque no explica que haya sido la muerte de Balder la causa para ello; esto último es mencionado claramente en la Edda prosaica.
Aunque si se lee a Evémero de Mesene (Evémero de Mesina), está la base que supone que Hoder mató a Balder por celos de Nana, lo cual alejaría a Loki del inicio del Ragnarök. Esto demostraría la ambigüedad de los dioses, que son cercanos a los hombres en las emociones humanas y tienen sentimientos intensos como los celos, e incitan intrigas.-
(El texto de los fragmentos de Evémero, además de los fragmentos presentes en Ennio y Diodoro Sículo, está recogido en el n.º 63 de la monumental síloge de Jacoby, y en FGrH, 19572.)

### Cautiverio y Ragnarök

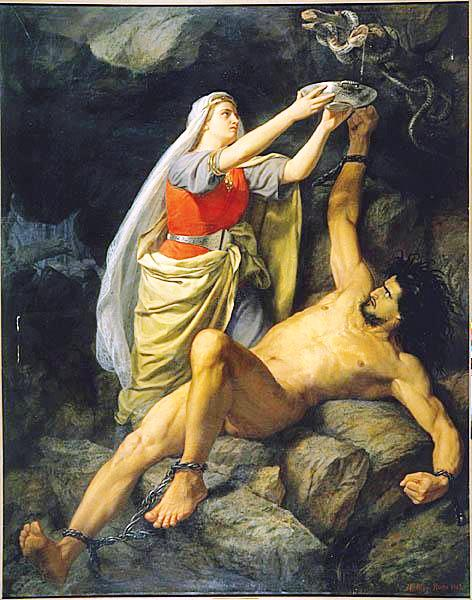
Ilustración de Loki y Sigyn por Mårten Eskil Winge, 1863.

Los dioses llenos de ira por la muerte de Balder comenzaron a buscarlo y Loki se refugió en una montaña. Allí construyó una casa con cuatro puertas para poder vigilar todas las direcciones. A veces durante el día se transformaba en salmón y se escondía en las cascadas de Fránangr. Pensó en la forma en que podrían atraparlo y tejió una red de pesca de lino. Cuando vio que los Æsir se encontraban cerca, ya que Odín lo había divisado desde Hliðskjálf, quemó la red, se transformó en salmón y se arrojó al río.
Los dioses encontraron la casa de Loki y viendo las cenizas de la red de pesca, comenzaron a tejer una y se dirigieron al río. Allí Loki los evadió saltando sobre la red, pero los dioses se dividieron en dos grupos para atraparlo. Loki cuando estuvo cerca del mar decidió arriesgarse una vez más y saltar sobre la red, pero en esta ocasión Thor lo atrapó de la cola.
También atraparon a los dos hijos que tuvo con Sigyn, Narfi y Váli (no confundir con Vali, el hijo de Odín y Rind). Los dioses transformaron a Váli en un lobo que se volvió contra su hermano y lo mató. Luego usaron las vísceras de Narfi para atar a Loki a tres bloques de piedra, convirtieron las ataduras en hierro y Skaði colocó una víbora sobre su cabeza de modo que el veneno de esta goteara sobre su cara. Sigyn se sienta junto a él y recoge el veneno de la serpiente en un cuenco de madera, pero cuando se llena debe arrojar el veneno, y en esos momentos el veneno cae sobre el rostro de Loki. El dolor es tan terrible que se retuerce provocando temblores de tierra. Su castigo durará hasta el ocaso de los dioses.
La muerte de Balder es un evento que precipitaría el Ragnarök. Loki estará atado hasta ese momento. Cuando finalmente llegue el Ragnarök, Loki se liberará haciendo temblar la tierra. Navegará hacia Vigrid en un barco que también transporta a Hela y a todos los habitantes de Helheim. Avanzarán sobre el puente de Bifröst y luego este se romperá. Se dirigirán a Vigrid el lobo Fenrir y la serpiente Jörmungandr; y luego Loki y Hrymr con todos los gigantes. Los campeones de Hela también seguirán a Loki; así como los hijos de Múspell.
Una vez en el campo de batalla se enfrentará a Heimdall y ninguno de los dos sobrevivirá al encuentro.
| Kjóll ferr austan, koma munu Múspells of lög lýðir, en Loki stýrir; fara fíflmegir með freka allir, þeim er bróðir Býleists í för. | Desde el Este parte un barco, viene con las gentes de Múspell sobre las olas y Loki lo gobierna allí están los brujos todos con el lobo Y con ellos el hermano de Býleistr marcha. |
| Edda poética - Gylfaginning, capítulo 51                                                                                           | |

Entonces prometiste

que no te servirían cerveza

si no había para ambos.

|-
|Edda poética - Lokasenna, estrofa 5
|}

## Loka Táttur
No todo el folclore describe a Loki como un ser malvado. Una balada del siglo XVIII, que probablemente deriva de una fuente mucho más antigua de las Islas Feroe, titulado Loka Táttur, describe a Loki como amigo del hombre. Cuando un thurs (trol o gigante) rapta el hijo de un granjero, este y su esposa elevan sus plegarias a Odín para que proteja a su hijo. Odín lo esconde en un campo de trigo, pero el thurs lo encuentra. Odín rescata al hijo y lo devuelve a la granja con sus padres, diciendo que él ya lo ha ocultado. La pareja preocupada llama a Hœnir, quien esconde al hijo del granjero en las plumas del cuello de un cisne, pero nuevamente el thurs lo encuentra. Al tercer día le ruegan a Loki, que lo esconde entre los huevos de platija. El thurs lo encuentra, pero Loki había indicado al chico que corriera hacia un varadero. La cabeza del gigante queda atrapada allí y Loki lo mata cortándole una pierna e insertándole un palo y una piedra en el muñón para evitar que se regenerara. Luego toma al chico y lo devuelve a su casa, donde el granjero y su esposa los abrazan a ambos.
Se supone que la "maldad" de Loki es en realidad tan solo figurativa, ya que los nórdicos no lo consideran un villano, sino más bien un antagonista que propiciaba las dificultades a Wotan (Odhinn). Se cree que esa "villanía" está impuesta por la influencia (más que analogía) de una forma de maniqueísmo de la religión cristiana mediante el escrito de Snorri Sturlusson, así por ende Loki no era malo, sino un ambiguo antagonista, al transcribirlo se lo tomó como "opuesto al dios principal". Por eso se lo considera erróneamente como malo, en vez de ambiguo.
Se dice que Loki representa el yin y el yang nórdico en la mitología.

## Poema rúnico
Loki es mencionado en un poema rúnico de origen noruego escrito en nórdico antiguo alrededor del siglo XIII. Es mencionado en relación con la runa Bjarkan, que en nuevo futhark significa abedul.
| Bjarkan’s laufgrœnstr lima; Loki far flærðar tima. | El abedul tiene ramas de verdes hojas; Loki lleva el tiempo del engaño. |

## Registro arqueológico

### Piedra de Snaptun

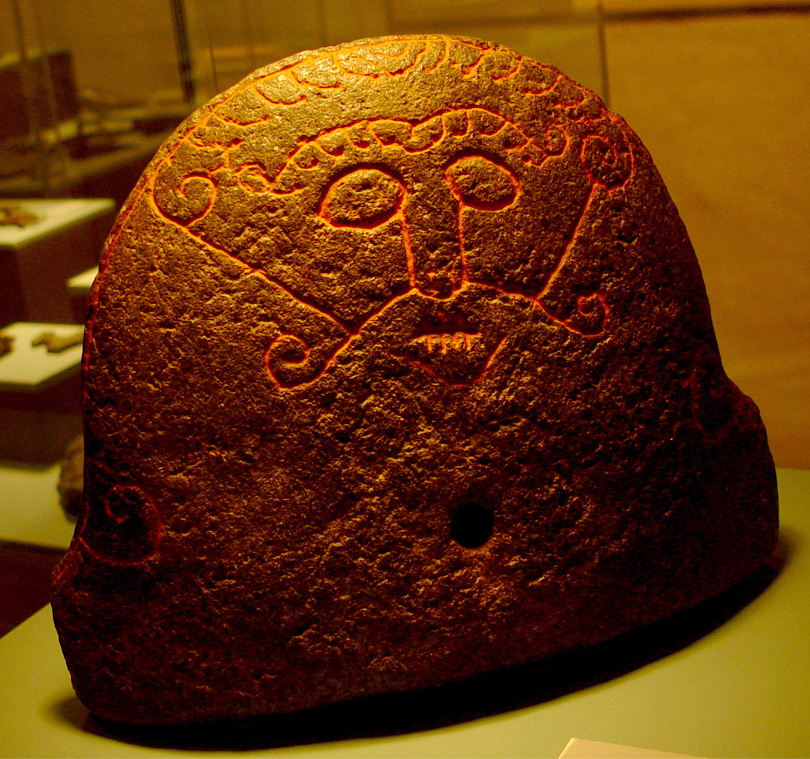
La piedra de Snaptun muestra a Loki con bigotes rizados y labios con cicatrices.

En la primavera de 1950, una imagen tallada de Loki en una piedra de fragua en forma de campana fue encontrada en una playa cerca de Snaptun, Dinamarca. La imagen fue tallada alrededor del año 1000 en una piedra de esteatita. Se representa a Loki con bigotes rizados y con los labios con marcas de cicatrices, esto último es lo que permite identificarlo ya que hace referencia a la historia relatada en Skáldskaparmál, cuando Brok cose sus labios. La piedra se encuentra en exhibición en el Museo Moesgaard cerca de Aarhus, Dinamarca.

### Piedra de Kirbky Stephen

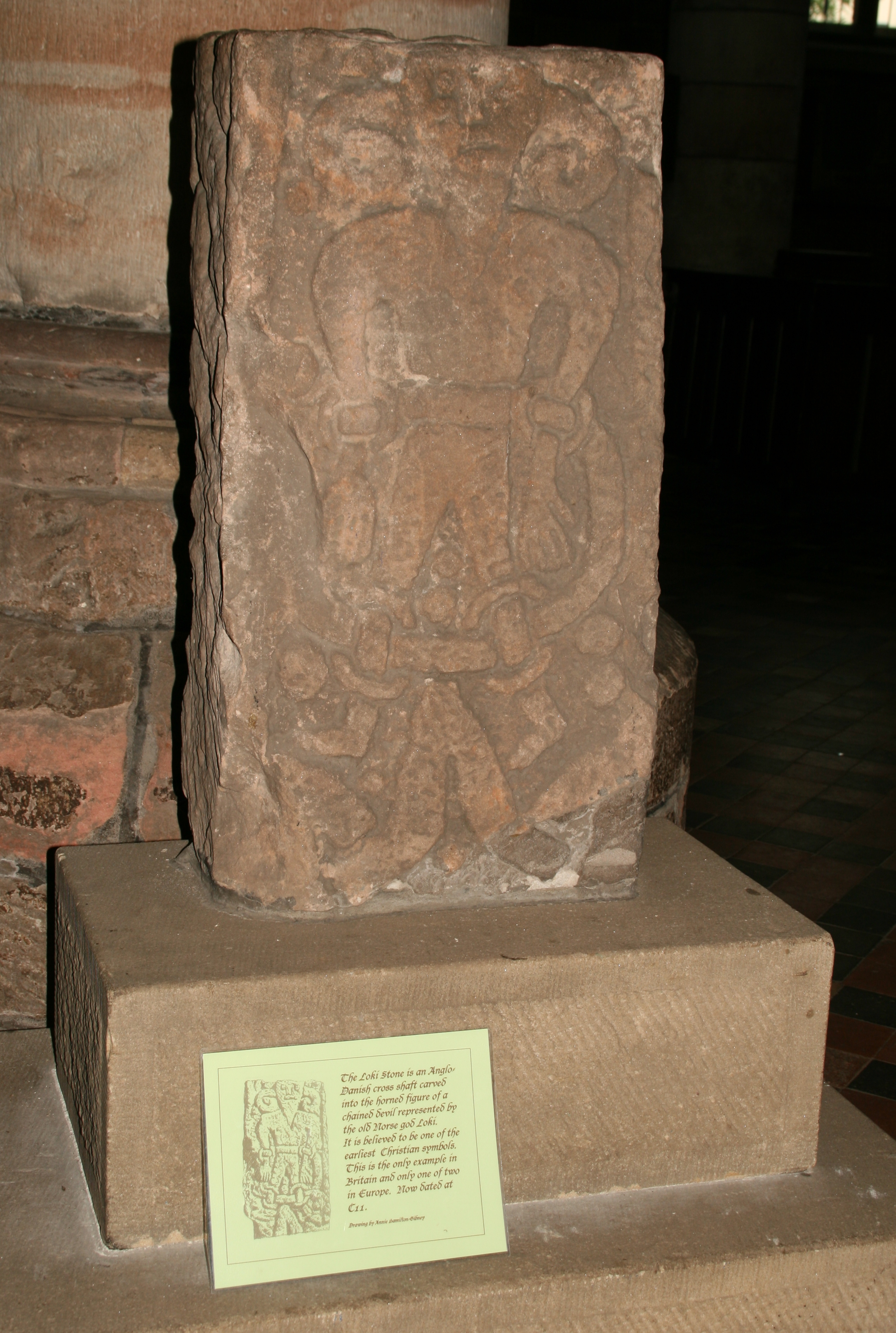
Piedra de Kirkby Stephen (Cumbria).

En la parroquia de la iglesia del pequeño poblado de Kirkby Stephen, en Cumbria (Inglaterra), entre varias piezas históricas se encuentra un bloque de piedra de aproximadamente un metro de altura con una figura con cuernos y cadenas en brazos y piernas. La imagen tallada data del siglo IX y es uno de los pocos registros históricos que se conservan del período en que los vikingos daneses habitaron esa zona. La imagen en la piedra ha sido identificada con la de Loki, atado tras la muerte de Balder. La representación de la figura con cuernos tal vez sea una adaptación con propósitos cristianos.

## Homólogos
Loki puede ser comparado con Hermes, que engañó a Apolo y que también se pasó de sus límites. En astrología es precisamente Mercurio el planeta asociado a Loki, así como el signo de Géminis. Es importante comprender que el Mercurio astrológico está intrínsecamente asociado al lenguaje, al discurso narrativo; en este sentido, Loki podría referirse exclusivamente al potencial de fraude, mentira y ruido, y la malicia subyacente, que puede existir en todo proceso de comunicación.
También ha sido comparado con Prometeo, quien engañó y robó a los dioses y que también fue atado a una roca y atormentado por un animal (un águila en este caso) como castigo. También puede ser comparado con el dios celta Lug quien acabó con la vida de su abuelo Balar, que se compara con Balder, además de que este tampoco tiene un fin como dios. Durante la era vikinga algunos lo consideraban una deidad maléfica similar a Saturno/Crono, y lo llamaban Saeter. En la mitología polinesia su similar sería el semidiós timador Māui.

## Otras formas
- Forma común en danés, sueco y noruego: Loke
- Forma en alemán: Lohho, Loge (Richard Wagner)

## Cultura popular
Loki aparece como el villano principal en el cómic de Thor de Marvel Comics. También aparece en varias de las películas del Universo Cinematográfico de Marvel, desde la película individual de Thor (2011), incluyendo Thor: the Dark World (2013), Thor: Ragnarok (2017), Avengers: Infinity War (2018) y Avengers: Endgame (2019), siendo su última aparición en la escena postcréditos de Ant-Man and The Wasp: Quantumania (2023), incluyendo la serie individual del personaje Loki (2021), renovada para una segunda temporada estrenada en 2023 y la serie animada What If...? (2021). En todas ellas es interpretado por Tom Hiddleston.
En la serie de TV Supernatural, el Arcángel Gabriel desciende a la tierra tras la caída de Lucifer. Él mismo afirma haberse realizado un cambio de imagen para que no lo descubrieran sus hermanos; toma la forma de Loki ante el resto de los dioses paganos (tenía una aventura amorosa con la diosa Kali), y de un Trickster para los hermanos Winchester. Antes de caer muerto a manos de Lucifer era uno de los seres más poderosos de la serie y que más problemas «ridículos» o «extraños» causaba a los protagonistas aunque su muerte fue en parte un sacrificio necesario para que ellos escaparan con Kali y aprendieran a derrotar a su hermano.
En la serie de TV Stargate, un científico de la raza alienígena asgard llamado Loki era el responsable de abducciones de seres humanos en el planeta Tierra para estudiarlos en busca de una posible solución al problema genético de raza. En 1985 el alto consejo lo descubre y le quita su título aunque en calidad de rebelde sigue con sus investigaciones hasta que comete un error y es descubierto por el SG1 y denunciado ante el Comandante Supremo Thor
La película The Mask trata sobre una máscara que es, en realidad, el dios Loki desterrado por Odín de Asgard y convertido en máscara, haciendo que quien se la coloque adquiera poderes sobrenaturales.
En el videojuego Smite, Loki aparece como uno de los personajes jugables y se representa como un asesino sigiloso y con habilidades de engaño.
En el videojuego Persona 5 es el auténtico Persona de Goro Akechi, quién lo muestra en el combate contra él. En la expansión Royal con el nuevo arco y regreso de Akechi al grupo, Loki se convierte en el persona usado por este personaje
En el videojuego The Binding of Isaac, Loki aparece como un jefe enemigo representado como un demonio rojo.
En el videojuego Warframe, Loki hace su aparición como un warframe (un personaje jugable) y se trata de un personaje sigiloso.
En la luna Ío, la más cercana a Júpiter se encuentra el volcán Loki, el más activo del Sistema Solar,
El volcán Laki o Lakagígar (cráteres de Laki) es una fisura volcánica situada en el sur de Islandia, cerca del cañón del Eldgjá y el pequeño pueblo de Kirkjubæjarklaustur.
En el manga Kenichi, existe un grupo de artistas marciales llamado Ragnarok, el cuarto puño del grupo representa a Loki.
En el anime Matantei Loki Ragnarok, el protagonista es el dios nórdico bajo la apariencia de un niño de 12 años.
En el anime/manga Boku Girl el protagonista Suzushiro Mizuki es convertido en chica a causa de la magia de Loki.
En la segunda película de Saint Seiya, La Gran Batallas de los Dioses, Loki es uno de los dioses guerreros de Asgard bajo las órdenes de Dolbar, principal enemigo de esta película. En el spin-off de la serie, Saint Seiya Soul of Gold, Loki resulta ser el dios malvado que está detrás de los sucesos que trajeron de vuelta a la vida a los 12 Caballeros Dorados en Asgard.
En el libro American Gods de Neil Gaiman, Shadow es compañero de celda de un extraño criminal llamado «Low Key Lyesmith», quien luego se revela como Loki.
En un episodio de Hércules (serie de televisión de 1998) aparece este dios.
En la tercera temporada del anime High School DxD Born aparece este dios como antagonista principal de la serie.
En el videojuego God of War (2018), Atreus, el hijo de Kratos, es conocido como Loki, lo que da nacimiento al mítico dios nórdico de las travesuras.
En la franquicia Yu-Gi-Oh!, "Loki, Señor de los Aesir" (cuyo nombre original es "Dios Polar Emperador Loki") es una de las cartas impresas disponibles. En la serie anime Yu-Gi-Oh! 5D's, es usada por Broder (cuyo nombre original es Brave), miembro del Equipo Ragnarok.
En el anime/manga Shūmatsu no Valkyrie, Loki aparece como el dios del engaño y también es uno de los luchadores que lucharan en el Ragnarök representando a los dioses
En el anime/manga One Piece Loki es el Príncipe del País de los Gigantes "Elbaph" en el cual en dicho país su cultura se basa en la cultura Escandinavia de la época vikinga. Asu vez loki se presenta como uno de los antagonistas mas fuertes de este anime
En la novela corta Loki: Historia de un cambiante, de Manuel Escutia, se trata la vida del dios del engaño teniendo en cuenta las distintas versiones de la mitología.

### The Sandman
En The Sandman, Loki es el dios de la mitología nórdica, pero es liberado temporalmente por Odín en el arco argumental Estación de Nieblas para ayudarlo a convencer a Morfeo de que le entregue el Infierno de Lucifer y así escapar al Ragnarok. Aunque no lo consigue, engaña a los dioses nórdicos convirtiendo al dios del trueno japonés Susano O Nomikoto en una imagen suya, y reemplazándolo para escapar al aprisonamiento de debajo de la tierra. Esto es descubierto por Morfeo, quien decide hacer un pacto con Loki de enviar a un Sueño a la prisión en su lugar, liberando a Susano.
Morfeo con esta acción pretende que Loki quede en deuda con él, sin embargo, esto hace que Loki se vuelva en contra de él en los eventos de Las benévolas, colaborando con Puck y las Furias para raptar al bebé de la metahumana Lyta Hall, lo que le daría a esta la motivación para convertirse en un avatar de las Furias y asesinar a Morfeo.
Sin embargo, antes de terminar de asesinar a Daniel Hall, el Corintio y Matthew el Cuervo lo encuentran. El Corintio rescata a Daniel y le arranca los ojos a Loki, tras lo cual será nuevamente encerrado bajo tierra por Odín y Thor, para ser torturado y esperar pacientemente al Ragnarok.

### Sirio
En relación con la asociación entre Loki y el fuego, la estrella más brillante del firmamento terrestre, Sirio, también recibía el nombre de Lokabrenna, algo así como «la antorcha de Loki».